# حارة مسيك (أزال)

تعديل مصدري - تعديل

حارة مسيك هي إحدى حارات حي ظهر حمير بمديرية أزال إحد مديريات العاصمة اليمنية صنعاء، بلغ تعداد سكانها 1635 نسمة حسب تعداد اليمن لعام 2004.